# Папазоглу, Фанула
Фанула Папазоглу (сербохорв. Фанула Папазоглу; греч. Φανούλα Παπάζογλου; 3 февраля 1917, Манастыр — 26 января 2001, Белград) — югославский учёный-классик, эпиграфист и академик. Эксперт по древней истории Балкан. В 1970 году основала Центр древней эпиграфики и нумизматики.

## Жизнь

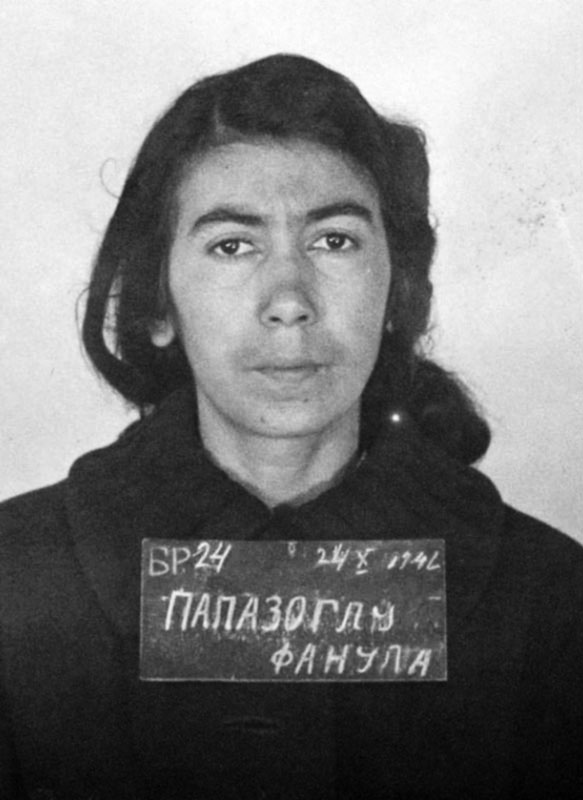
Фото в концлагере Баница

Папазоглу родилась в Битоле, зоне союзных держав (современная Северная Македония), в греческой семье аромунского происхождения. Она окончила среднюю школу в Битоле в 1936 году, а затем поступила на философский факультет Белградского университета, где изучала классическую филологию, древнюю историю и археологию. Во время вторжения в Югославию она поддерживала югославских партизан в составе студенческой организации и провела год, с 1942 по 1943, в концентрационном лагере Баница.
В 1946 году Папазоглу окончила философский факультет, с 1947 года работала на кафедре истории Древнего мира философского факультета. Тема её докторской диссертации, защищенной в 1955 году — «Македонские города в римский период». В 1965 году она стала профессором.
21 марта 1974 года Папазоглу была избрана членом-корреспондентом Сербской академии наук и искусств, а 15 декабря 1983 года стала её действительным членом.
В Белградском университете Папазоглу познакомилась и вышла замуж за югославского византолога русского происхождения Георгия Острогорского, от которого у неё родились дочь Татьяна и сын Александр. Папазоглу вышла на пенсию в 1979 году, умерла в Белграде в 2001 году.

## Научная работа
Папазоглу писала в той же традиции, что и другие археологи её эпохи, то есть в традициях культурно-историко-эволюционистской археологии. Её работа была сосредоточена на теме «центральнобалканских племен» (автариты, скордиски, дарданы, трибаллы, меси), которые она определила как компактные коллективные группы, связанные с определёнными археологическими культурами, отличными от других археологических культур, и имеющие стабильные границы на протяжении всей античности. 
Её работы оказали влияние на своё время, но подверглись критике в современной археологии. Выводы о существовании и организации «центральнобалканских племен» часто предполагают теоретическую основу, которая соответствует современным концепциям формирования идентичности. Эта структура использовалась независимо от письменных и материальных записей, которые были сделаны для того, чтобы соответствовать заранее сделанным выводам о «центральных балканских племенах». 
Часто эти теоретические модели служили для категоризации материальных находок. Михайлович (2014) отмечает, что трибаллы — это название доримского народа, жившего недалеко от римского Эска, для которого Папазоглу выделила определённую территорию, в действительности не поддающуюся определению на основе имеющихся данных, а югославские археологи той эпохи начали классифицировать все находки в районе, который Папазоглу определила как трибалльский, как артефакты племени трибаллов. 
В том же духе Папазоглу создала королевство Дардания, которое никогда не определялось как таковое в письменных источниках, и определила его границы. В действительности в доримскую эпоху определены только южные «границы» Дардании, но никаких других сведений о её границе на севере нет. Папазоглу противопоставила своё представление об обществе Дардании более «цивилизованному» и «организованному» иллирийскому обществу. Виннифрит (2021) критикует её сравнение как указание на то, что она «стремилась не только отделить иллирийцев от дарданцев, но и иллирийцев от албанцев».

## Работы
- Makedonski gradovi u rimsko doba («Macedonian towns during the Roman period»), 1955, thesis
- Prilozi istoriji Singidunuma i srednjeg Podunavlja Gornje Mezije, 1957
- Makedonski gradovi u rimsko doba, 1957
- Srednjobalkanska plemena u predrimsko doba («The Central Balkan Tribes in Pre-Roman Times»), 1969, 1978
- Rimski građanski ratovi, 1991
- Istorija helenizma («History of Hellenism»), 1995

## Награды
- Октябрьская премия города Белграда
- Награда 7 июля